# ゴータム・アダニ
ゴータム・シャンティラル・アダニ（英: Gautam Shantilal Adani、グジャラート語: ગૌતમ શાંતિલાલ અદાણી、1962年6月24日 - ）は、インドの実業家、慈善家。巨大コングロマリットであるアダニ・グループ創業者であり、今日まで会長を務めている。
アダニは同じグジャラート州出身のナレンドラ・モディ首相と関係が深く、モディ政権成立後は多くのインフラやエネルギー公共事業を受けており、政財界の癒着として問題視されることも多い。
インドで最も資産額が多く、2022年9月には一時的にイーロン・マスクに次ぐ世界第2位の富豪となった。しかし、アメリカの投資調査会社ヒンデンブルグは、アダニ・グループを株価操作と詐欺で告発し、その影響で2023年10月にはアダニの資産が推定542億米ドルに減少、フォーブスの世界長者番付も23位に転落した。2024年3月現在の財産は811億米ドルと推定され、世界長者番付で17位にランクインしている。

## 経歴
1962年6月24日、グジャラート州アーメダバードで繊維商人である父親のシャンティラル・アダニと母親のシャンタベン・アダニの間に生まれた。ジャイナ教徒の家庭で、7人の兄弟がいる。
アダニはアーメダーバードのSheth Chimanlal Nagindas Vidyalaya学校で教育を受けた。グジャラート大学で商学の博士号を取得したが、2年で中退した。
1978年にムンバイに移り住み、マヘンドラ・ブラザーズ（Mahendra Brothers）でダイヤモンドの選別工として働いた。その後、宝飾品市場であるザベリバザールでダイヤモンドの仲介業を始めた。
1981年に兄のマンスクバイ・アダニのプラスチック部門のポリ塩化ビニルの輸入事業の経営を始めた。
1988年にはアダニ・グループを設立。当初は農業と電力事業のみを扱っていたが後に事業が拡大し、資源、物流、エネルギー、航空宇宙、防衛など、他の分野に拡大した。1995年、グジャラート州政府はムンドラ港の管理をアダニに任せた。
2002年、M・S・シューズの幹部による不正行為の告発を受けて逮捕されたが、翌日当事者が妥協案を交渉していることを知らされた後保釈された。
2008年11月26日21時50分、アダニはムンバイのタージ・マハル・パレス・ホテルのレストランで別のビジネスマンと夕食をとっていたところ、ホテルがテロリストに襲撃された。テロリストは彼らからわずか4.6mしか離れておらず、アダニはホテルの厨房に隠れその後トイレに隠れて翌日の8時45分に無事が確認された。
2012年、重大不正捜査局 (SFIO)は、アダニを含む12人の被告人に対して、株式の売買に関する不正行為と犯罪的共謀の容疑で起訴状を提出した。SFIOによると、アダニは違法行為を行うために資金と株式を提供したとされている。ムンバイの地方裁判所は2014年5月、この事件で起訴されたアダニ氏らを釈放した。
2022年2月には、ムケシュ・アンバニを抜いてアジアで最も裕福な人物となり、9月には一時的にイーロン・マスクに次ぐ世界第2位の富豪となった。

## 慈善活動
アダニは1996年に慈善活動部門を立ち上げ、インドの18の州で活動している。
2020年3月、アダニは新型コロナウイルスと戦う人々への支援として、PM CARES Fundに100億ルピーを寄付した。 グジャラート州CM救済基金には500万ルピーの寄付を、マハラシュトラ州CM救済基金には1億ルピーを寄付した。
アダニは、80トンの液体医療用酸素を充填したISO極低温タンク4基をサウジアラビアのダンマームからグジャラート州のムンドラに輸入した。また、リンデ・サウジアラビアから医療用酸素ボンベ5,000本を確保した。アダニ氏はX（旧Twitter）への投稿で、グジャラート州カッチ県の必要な場所に毎日1,500本のボンベに医療用酸素を供給していると述べた。 2022年6月、アダニは社会貢献活動に6万ルピーを寄付することを約束した。